# スプリングフィールド・カージナルス
スプリングフィールド・カージナルス(Springfield Cardinals)は、MiLB、AA（ダブルA）テキサスリーグ北地区所属の野球チーム。本拠地はミズーリ州スプリングフィールドにあるハモンズ・フィールド。現在はMLB・セントルイス・カージナルス傘下のチームとして活動している。

## 選手名鑑

### 現役選手
| 投手 - 11 コーリー・ベイカー (Corey Baker) - 43 セス・ブレア (Seth Blair) - 47 ティム・クーニー (Tim Cooney) - 28 ジョナサン・コーネリアス (Jonathan Cornelius) - 46 ディーン・キーケファー (Dean Kiekhefer) - 38 ダニー・ミランダ (Danny Miranda) - 32 ザック・ペトリック (Zach Petrick) - 21 ジャスティン・ライト (Justin Wright) - 34 ヒース・ワイアット (Heath Wyatt) | 投手 - 11 コーリー・ベイカー (Corey Baker) - 43 セス・ブレア (Seth Blair) - 47 ティム・クーニー (Tim Cooney) - 28 ジョナサン・コーネリアス (Jonathan Cornelius) - 46 ディーン・キーケファー (Dean Kiekhefer) - 38 ダニー・ミランダ (Danny Miranda) - 32 ザック・ペトリック (Zach Petrick) - 21 ジャスティン・ライト (Justin Wright) - 34 ヒース・ワイアット (Heath Wyatt) | 捕手 - 22 ケイシー・ラスムス (Casey Rasmus) - 40 コディ・スタンレー (Cody Stanley) 内野手 - 26 ルイス・マテオ (Luis Mateo) - 27 スターリン・ロドリゲス (Starlin Rodriguez) - 15 ハビエル・スラッグス (Xavier Scruggs) - 5 コリン・ウォルシュ (Colin Walsh) - 31 マット・ウィリアムズ (Matt Williams) 外野手 - 4 アダム・メルカー (Adam Melker) - 12 スティーブン・ピスコッティ (Stephen Piscotty) | 捕手 - 22 ケイシー・ラスムス (Casey Rasmus) - 40 コディ・スタンレー (Cody Stanley) 内野手 - 26 ルイス・マテオ (Luis Mateo) - 27 スターリン・ロドリゲス (Starlin Rodriguez) - 15 ハビエル・スラッグス (Xavier Scruggs) - 5 コリン・ウォルシュ (Colin Walsh) - 31 マット・ウィリアムズ (Matt Williams) 外野手 - 4 アダム・メルカー (Adam Melker) - 12 スティーブン・ピスコッティ (Stephen Piscotty) |
| * 40人ロースター 2014年9月25日更新 [公式サイト(英語)より：ロースター 選手の移籍・故障情報] | | | |